# Condado de Charlotte (Flórida)
O condado de Charlotte (em inglês:  Charlotte County) é um dos 67 condados do estado americano da Flórida. A sede e cidade mais populosa do condado é Punta Gorda. Foi fundado em 23 de abril de 1921.

## Geografia
De acordo com o United States Census Bureau, o condado possui uma área de 2 223 km², dos quais 1 762 km² estão cobertos por terra e 461 km² por água.

## Demografia
Segundo o censo nacional de 2010, o condado possui uma população de 159 978 habitantes e uma densidade populacional de 91 hab/km². Possui 100 632 residências, que resulta em uma densidade de 57,1 residências/km².
Possui apenas uma localidade incorporada no condado, Punta Gorda, com 16 641 habitantes e densidade populacional de 428,1 hab/km².